# Esther Stace
Esther Stace, född 1872, död 1918, var en australisk ryttare. 
Hon tävlade i damsadel och satte 1915 ett rekord som stod sig i 98 år.